# Baccara (Band)
Baccara war ein spanisches Disco-Duo, das in den Jahren 1977 bis 1979 als weltweit erfolgreichstes weibliches Gesangsduo galt. Benannt war es nach der Baccara-Rose.

## Geschichte

### Anfänge
Mayte Mateos, geboren am 7. Februar 1951 in Logroño, und María Mendiola (geboren am 4. April 1952 in Madrid; gestorben am 11. September 2021 ebenda), lernten sich im November 1973 beim spanischen Fernsehballett kennen. Als Flamenco-Tänzerinnen und Sängerinnen machten sie sich in Spanien als Duo ‚Venus‘ selbstständig und traten unter anderem auf Fuerteventura auf, wo sie im Januar 1977 von Leon Deane, Fred Dieckmann und Patrick Kavetz (alle RCA) entdeckt wurden.
Das erste Album Baccara wurde von den deutschen Produzenten Rolf Soja und Frank Dostal teilweise im Tonstudio Maschen aufgenommen und war ein Riesenerfolg. Beteiligt waren ebenfalls Peter Zentner und Tore Syvertsen. Die ausgekoppelten Singles Yes Sir, I Can Boogie und Sorry, I’m a Lady wurden 1977 europaweit Nummer-1-Hits und gelten heute als Disco-Klassiker. Yes Sir, I Can Boogie wurde in 18 Ländern die Nummer 1. In Deutschland zählt die Platte zu den meistverkauften Singles aller Zeiten.
In Großbritannien war Baccara sogar die erste spanische Gruppe und das erste weibliche Gesangsduo, das sich in der Spitze der Charts platzieren konnte. 1978 und 1979 folgten weitere erfolgreiche Singles wie Darling, The Devil Sent You to Lorado und Ay, Ay Sailor.
1977 traten Baccara mit dem Titel Mad in Madrid für Deutschland beim World Popular Song Festival in Tokio auf. Mit dem Lied Parlez-vous français? vertrat das Duo Luxemburg beim Eurovision Song Contest 1978 und erreichte den siebten Platz.
Ende der 1970er Jahre folgten regelmäßige Auftritte in der französischen Sacha Show sowie im west- und ostdeutschen Fernsehen im Musikladen, in disco und Ein Kessel Buntes.
1979 nahmen Baccara im Rahmen des von UNICEF ausgerufenen „Jahr des Kindes“ den deutsch gesungenen Titel Eins plus eins ist eins auf.

### Trennung
Nach gerichtlichen Auseinandersetzungen trennten sich 1982 die Wege von Mateos und Mendiola endgültig. Beide verfolgten zunächst Soloprojekte und gründeten später nacheinander jeweils ein eigenes neues Gesangsduo.

### Baccara feat. Mayte Mateos
1983 machte Mateos als „… die Stimme von Baccara“ den Anfang zusammen mit Marisa Pérez, einer ehemaligen Kollegin des Fernsehballetts. Sie traten unter dem vertrauten Namen ‚Baccara‘ meist mit bekanntem Repertoire auf. Pérez verließ nach kurzer Zeit das Duo. Seitdem singt die spanische Sängerin Paloma Blanco mit Mayte Mateos in aller Welt.
Von 1994 bis 1998 sang Mateos u. a. mit Jane Comerford. In der Zeit von 1999 bis 2004 entstanden von Baccara feat. Mayte Mateos und Cristina Sevilla zwei Alben, Baccara 2000 (1999) produziert von Thorsten Brötzmann und veröffentlicht beim Label RCA, und Soy tu Venus (2004), veröffentlicht vom schwedischen Label Lionheart. Das Duo nahm 2004 mit dem titelgebenden Song Soy tu Venus am Melodifestivalen, dem schwedischen Vorentscheid zum Eurovision Song Contest, teil.
Am 27. Juli 2007 erschien eine 3er CD-Box mit allen Original-Baccara-Titeln (beispielsweise erstmals auf CD Raritäten wie Amoureux, Baila-tu, Candido und Eins plus eins ist eins) anlässlich des 30-jährigen Bühnenjubiläums im Handel.
Der Original-Baccara-Produzent Rolf Soja und der Texter Frank Dostal arbeiteten nach über 25 Jahren wieder mit der Original-Leadsängerin Mayte Mateos zusammen. Das Ergebnis war das Album Satin … in Black & White, das am 27. Juni 2008 in den Handel kam. Enthalten sind sechs Klassiker in Neuaufnahmen sowie sechs bisher unveröffentlichte Songs wie Nights in Black Satin, Simply Forget und (I Don’t Want) To Lose Lautrec, zusammen mit einem „German Medley“, bestehend aus deutschen Versionen ihrer größten Hits: Yes Sir, I Can Boogie (Aber nur bei diesem Song), Ich bin eine Lady und Dich schickt der Teufel nach Laredo.
Im Dezember 2010 wurde ein Christmas-Medley als Download veröffentlicht. Zwischenzeitlich produzierte Neuaufnahmen wurden bislang nicht von peer-music veröffentlicht.
Die spanische Band ‚Sala & the Strange Sounds‘ produzierte 2013 mit Mayte Mateos eine aktuelle, rockige Version des Welthits Yes Sir, I Can Boogie und ein dazugehöriges Video. Am 27. April 2013 wurde der Song in der Boogie Roller Disco „Charada“ in Madrid vorgestellt.
2016 veröffentlichte die Band ‚Fundacion Tony Manero feat. Baccara‘ (mit Mayte Mateos) Dame un Poco de Tu Amor und die Band ‚Plugin mit Baccara feat. Maria Mendiola‘ eine neue, elektrolastige Version des Klassikers Yes Sir, I Can Boogie als Download-Single.
Nach der Pandemie sind Mayte Mateos und Paloma Blanco wieder aufgetreten. Eine Show fand 2022 in Maytes Geburtsstadt Logroño statt, zwei weitere Shows auf der Insel Mallorca, wo Mayte Mateos heute lebt.
Am 3. August 2025 verkündet Mayte auf Facebook und Instagram die offizielle Trennung mit Paloma Blanco. Paloma widmet sich anderen Projekten, Mayte wird solo als Originalstimme und im Stile von Baccara, weitersingen.

### Baccara feat. Maria Mendiola
1985 folgte María Mendiola und gründete – ebenfalls mit Marisa Pérez – das Duo ‚New Baccara‘. Jahre später ließen sie das „New“ weg; seitdem existieren zwei weibliche Gesangsduos mit dem Namen ‚Baccara‘.
Von 1985 bis 2009 trat Maria Mendiola mit Marisa Pérez auf. Unter dem Künstlernamen ,New Baccara‘ veröffentlichten Mendiola und Pérez die Singles Fantasy Boy (zu Talismán, der spanischen Version dieses Liedes, hat Mendiola den Text geschrieben), Call me up und Touch me. Diese Singles wurden von Luis Rodriguez produziert und erlangten in Lateinamerika große Popularität.
1990 veröffentlichten Mendiola und Pérez, noch unter dem Künstlernamen ‚New Baccara‘, das Album F.U.N. auf dem Plattenlabel Dureco. Anfang der 1990er Jahre ließen Mendiola und Pérez die Vorsilbe „New“ fallen und begannen, als Baccara aufzutreten und Aufnahmen zu machen. 1993 veröffentlichte Mendiolas Baccara eine Single Wind beneath my Wings auf dem britischen Plattenlabel „Loading Bay“. Die Single wurde im Vereinigten Königreich ein Clubhit.
Als Baccara waren Mendiola und Pérez aktiv auf Tournee. 1997 trat Mendiolas Baccara in Budapest, Ungarn, in der Fernsehsendung „Top Show“ auf. Im Jahr 2000 tourte Mendiolas Baccara zusammen mit The Supremes und The Three Degrees durch Großbritannien und trat mit anderen Künstlern im Wembley-Stadion auf. Im Jahr 2004 trat Mendiolas Baccara beim Festival „Discoteka 80s“ in Moskau, Russland, auf – zusammen mit Künstlern wie Lian Ross, C. C. Catch und Thomas Anders.
Im März 2005 nahmen Mendiola und Pérez an der dritten Folge der britischen TV-Show „Hit me baby one more time“ teil. Sie sangen den Baccara-Hit Yes Sir, I Can Boogie und das Lied Hero (im Original von Enrique Iglesias). Im August 2005 hinterließen Mendiola und Pérez ihre Handabdrücke im Star von Baccara auf der „Music Mile“ (analog zu Hollywoods „Walk of Stars“) in Wien, Österreich.
Im Jahr 2009 wurde bei Marysa Pérez Polyarthritis diagnostiziert und sie musste die Bühne verlassen. Ab 2011 trat Maria Mendiola zusammen mit Cristina Sevilla, der früheren Bühnenpartnerin von Mayte Mateos, auf. Als Baccara traten Mendiola und Sevilla im Dezember 2012 beim „Legends of Retro FM“-Festival in Moskau auf.
Im November 2016 erschien eine Single I Belong To Your Heart unter dem Namen ‚Baccara feat. María Mendiola und Cristina Sevilla‘. Die Single wurde beim Luis Rodriguez (Modern Talking, C. C. Catch, New Baccara) produziert. Die Single platzierte sich unter anderem in Polen und Serbien. Das Album I belong to your heart erschien am 5. Mai 2017, veröffentlicht beim Label Studio 33.
Am 11. September 2021 starb María Mendiola im Alter von 69 Jahren.

### Baccara feat. Cristina Sevilla
Cristina Sevilla, die zuvor fünf Jahre (1999–2004) mit Mayte Mateos, danach einmalig mit Rosa Ruiz als Baccara in Berlin-Steglitz („Das Schloss“) auftrat und 11 Jahre (2011–2021) mit Maria Mendiola zusammengearbeitet hat, hat beschlossen, weiterhin unter dem Namen Baccara aufzutreten.
Sevilla erklärte, dass sie die Erinnerung an die verstorbene Maria Mendiola ehren wolle, und dass sie mit Helen De Quiroga weiterhin als Baccara auftreten wollte. Dies wurde am 26. Januar 2022 bekannt gegeben.
Im Jahr 2022 sind Cristina Sevilla und Helen de Quiroga unter dem Künstlernamen ‚Baccara‘ in der Ukraine, England, Spanien, Schottland, Estland und den USA aufgetreten.
Im Jahr 2022 veröffentlichten Cristina Sevilla und Helen de Quiroga die von Luis Rodriguez produzierte Single „Don't let this Feeling Go Away“.
Baccara feat. Cristina Sevilla ist keine Tribute-Band. Es ist Baccara mit offiziell eingetragenen Rechten sowohl beim Amt der Europäischen Union für geistiges Eigentum (EUIPO) als auch beim britischen Amt für geistiges Eigentum (IPO).

## Diskografie

### Studioalben
| Jahr | Titel   | Höchstplatzierung, Gesamtwochen, AuszeichnungChartplatzierungen (Jahr, Titel, Platzierungen, Wochen, Auszeichnungen, Anmerkungen) | Höchstplatzierung, Gesamtwochen, AuszeichnungChartplatzierungen (Jahr, Titel, Platzierungen, Wochen, Auszeichnungen, Anmerkungen) | Höchstplatzierung, Gesamtwochen, AuszeichnungChartplatzierungen (Jahr, Titel, Platzierungen, Wochen, Auszeichnungen, Anmerkungen) | Höchstplatzierung, Gesamtwochen, AuszeichnungChartplatzierungen (Jahr, Titel, Platzierungen, Wochen, Auszeichnungen, Anmerkungen) | Anmerkungen                        |
| Jahr | Titel   | DE | AT | CH | UK | Anmerkungen                        |
| ---- | ------- | --- | --- | --- | --- | ---------------------------------- |
| 1977 | Baccara | DE13 (11 Wo.)DE | AT2 (28 Wo.)AT | — | UK26 (6 Wo.)UK | Erstveröffentlichung: Oktober 1977 |

grau schraffiert: keine Chartdaten aus diesem Jahr verfügbar
Weitere Studioalben

Original Baccara
- 1978: Light My Fire
- 1979: Colours
- 1982: Bad Boys

Baccara (feat. Mayte Mateos; Mix aus Neuaufnahmen von alten Hits und neuen Liedern)
- 1994: Our Very Best (WVÖ unter anderen Namen bis 2010)
- 1999: Baccara 2000
- 2004: Soy tu venus (Schweden)
- 2008: Satin… in Black & White

Baccara (feat. Maria Mendiola + Maryse Perez; Mix aus Neuaufnahmen von alten Hits und neuen Liedern)
- 1990: Fun (als New Baccara) (Niederlande + Japan)
- 1996: Baccara – The Very Best Of
- 1999: Made in Spain (Spanien)
- 2000: Face to Face (Spanien)
- 2000: Lo Mejor De Baccara (Spanien)
- 2003: Greatest Hits 2003
- 2003: New Projects (Hits & Unreleased Tracks) (Russland)
- 2003: MP3 Collection (mit F. R. David)
- 2005: Grand Collection
- 2006: Singles Collection (Spanien)
- 2006: Greatest Hits & Remixes (Russland)

Baccara (feat. Maria Mendiola + Cristina Sevilla)
- 2017: I Belong to Your Heart (Spanien)

### Kompilationen
| Jahr | Titel               | Höchstplatzierung, Gesamtwochen, AuszeichnungChartplatzierungen (Jahr, Titel, Platzierungen, Wochen, Auszeichnungen, Anmerkungen) | Höchstplatzierung, Gesamtwochen, AuszeichnungChartplatzierungen (Jahr, Titel, Platzierungen, Wochen, Auszeichnungen, Anmerkungen) | Höchstplatzierung, Gesamtwochen, AuszeichnungChartplatzierungen (Jahr, Titel, Platzierungen, Wochen, Auszeichnungen, Anmerkungen) | Höchstplatzierung, Gesamtwochen, AuszeichnungChartplatzierungen (Jahr, Titel, Platzierungen, Wochen, Auszeichnungen, Anmerkungen) | Anmerkungen                         |
| Jahr | Titel               | DE | AT | CH | UK | Anmerkungen                         |
| ---- | ------------------- | --- | --- | --- | --- | ----------------------------------- |
| 1979 | The Hits of Baccara | DE30 (11 Wo.)DE | — | — | — | Erstveröffentlichung: Dezember 1978 |

grau schraffiert: keine Chartdaten aus diesem Jahr verfügbar
Weitere Alben

Original Baccara
- 1980: The Best of Baccara
- 1990: The Original Hits
- 1991: Yes Sir, I Can Boogie
- 1991: The Best of Baccara (Korea - LP)
- 1993: The Collection
- 1994: Yes Sir, I Can Boogie
- 1994: Our Very Best!
- 1998: The Collection
- 1999: Woman to Woman
- 1999: Yes Sir, I Can Boogie + Colours (Russland)
- 2000: Suurimmat Hitit (Finnland)
- 2000: Golden Hits Of Baccara (Polen)
- 2001: Disco Collection (Russland)
- 2001: Light My Fire + Bad Boys (Russland)
- 2002: Yes Sir, I Can Boogie 2002
- 2002: The Best Of
- 2004: Największe Przeboje (Polen)
- 2005: The Best Of Baccara
- 2006: The Very Best Of Baccara
- 2007: 30th Anniversary (50 Hits on 3 CD)
- 2013: Todas sus grabaciones en RCA (1977–1980) (Spanien)

### Singles
| Jahr | Titel Album                                      | Höchstplatzierung, Gesamtwochen, AuszeichnungChartplatzierungen (Jahr, Titel, Album, Platzierungen, Wochen, Auszeichnungen, Anmerkungen) | Höchstplatzierung, Gesamtwochen, AuszeichnungChartplatzierungen (Jahr, Titel, Album, Platzierungen, Wochen, Auszeichnungen, Anmerkungen) | Höchstplatzierung, Gesamtwochen, AuszeichnungChartplatzierungen (Jahr, Titel, Album, Platzierungen, Wochen, Auszeichnungen, Anmerkungen) | Höchstplatzierung, Gesamtwochen, AuszeichnungChartplatzierungen (Jahr, Titel, Album, Platzierungen, Wochen, Auszeichnungen, Anmerkungen) | Anmerkungen                                                                         |
| Jahr | Titel Album                                      | DE | AT | CH | UK | Anmerkungen                                                                         |
| ---- | ------------------------------------------------ | --- | --- | --- | --- | ----------------------------------------------------------------------------------- |
| 1977 | Yes Sir, I Can Boogie Baccara                    | DE1 Gold · (30 Wo.)DE | AT2 (28 Wo.)AT | CH1 (17 Wo.)CH | UK1 Gold · (19 Wo.)UK | Erstveröffentlichung: April 1977 Autoren: Frank Dostal, Rolf Soja                   |
| 1977 | Sorry, I’m a Lady Baccara                        | DE1 (23 Wo.)DE | AT1 (24 Wo.)AT | CH2 (13 Wo.)CH | UK8 Silber · (9 Wo.)UK | Erstveröffentlichung: August 1977 Autoren: Frank Dostal, Rolf Soja                  |
| 1978 | Darling Light My Fire                            | DE6 (15 Wo.)DE | AT7 (8 Wo.)AT | CH9 (7 Wo.)CH | — | Erstveröffentlichung: Januar 1978 Autoren: Frank Dostal, Rolf Soja                  |
| 1978 | Parlez-vous français? Light My Fire              | DE21 (9 Wo.)DE | AT18 (8 Wo.)AT | — | — | Erstveröffentlichung: April 1978 Autoren: Frank Dostal, Peter Zentner, Rolf Soja    |
| 1978 | The Devil Sent You to Lorado The Hits of Baccara | DE4 (21 Wo.)DE | AT4 (16 Wo.)AT | CH5 (9 Wo.)CH | — | Erstveröffentlichung: November 1978 Autoren: Frank Dostal, Peter Zentner, Rolf Soja |
| 1979 | Body-Talk Colours                                | DE26 (9 Wo.)DE | — | — | — | Erstveröffentlichung: Mai 1979 Autoren: Frank Dostal, Rolf Soja                     |
| 1979 | Ay, Ay, Sailor Colours                           | DE39 (3 Wo.)DE | — | — | — | Erstveröffentlichung: September 1979 Autoren: Frank Dostal, Rolf Soja               |

Weitere Singles

Original Baccara
- 1977: Granada
- 1977: Koochie-Koo
- 1978: Adelita
- 1979: El diablo te mandó a Laredo
- 1979: Eins plus eins ist eins
- 1980: Sleepy-Time-Toy
- 1981: Colorado

Baccara (feat. Mayte Mateos)
- 1994: Yes Sir, I Can Boogie
- 1994: Sorry, I’m A Lady
- 1999: Yes Sir, I Can Boogie ’99 (feat. Michael Universal)
- 2004: Soy tu Venus
- 2013: Yes Sir, I Can Boogie (Sala & the Strange Sounds feat. Baccara)
- 2016: Dame un Poco de Tu Amor (Fundacion Tony Manero feat. Baccara)
- 2016: Dame un Poco de Tu Amor Rayko Remix (Fundacion Tony Manero feat. Baccara)

New Baccara (feat. Maria Mendiola)
- 1986: Call Me Up / Talisman
- 1988: Fantasy Boy
- 1989: Touch Me
- 1990: Yes Sir I Can Boogie ’90

Baccara (feat. Maria Mendiola)
- 2000: I Want to Be in Love with Somebody
- 2005: Yes Sir, I Can Boogie 2005
- 2016: Yes Sir, I Can Boogie (mit Plugin + Baccara)
- 2016: I Belong To Your Heart (Promo)
- 2018: Gimme Your Love
- 2021: No Sir, Don’t Say Goodbye

## Auszeichnungen für Musikverkäufe
| Goldene Schallplatte - Finnland - 1978: für das Album Light My Fire | 2× Platin-Schallplatte - Finnland - 1978: für das Album Baccara |

Anmerkung: Auszeichnungen in Ländern aus den Charttabellen bzw. Chartboxen sind in ebendiesen zu finden.
| Land/RegionAuszeichnungen für Musikverkäufe (Land/Region, Auszeichnungen, Verkäufe, Quellen) | Silber  | Gold     | Platin     | Verkäufe | Quellen           |
| -------------------------------------------------------------------------------------------- | ------- | -------- | ---------- | -------- | ----------------- |
| Deutschland (BVMI)                                                                           | —       | Gold1    | —          | 250.000  | musikindustrie.de |
| Finnland (IFPI)                                                                              | —       | Gold1    | 2× Platin2 | 140.000  | ifpi.fi           |
| Vereinigtes Königreich (BPI)                                                                 | Silber1 | Gold1    | —          | 750.000  | bpi.co.uk         |
| Insgesamt                                                                                    | Silber1 | 3× Gold3 | 2× Platin2 |          |                   |

## Auszeichnungen
- 1977: Goldener Bravo Otto
- 1978: Bambi
- Eintrag ins Guinness-Buch der Rekorde als weltweit erfolgreichstes weibliches Gesangsduo

## Belege
1. 1 2  María Mendiola: Sängerin des Welthits "Yes Sir, I Can Boogie" stirbt im Alter von 69 Jahren. In: focus.de. 12. September 2021, abgerufen am 27. März 2024.
2. 1 2  „Yes Sir, I Can Boogie“: Baccara-Sängerin María Mendiola gestorben. In: Die Welt. 12. September 2021 (welt.de [abgerufen am 12. September 2021]).
3. ↑  Una noche mágica en la gala de Fin de Año del Canal 4 TV. In: periodicodebaleares.es. 2. Januar 2024, abgerufen am 27. März 2024 (spanisch).
4. ↑  charts.nz
5. ↑  swedishcharts.com
6. ↑  New Baccara - Fun. hitparade.ch, 1990, abgerufen am 20. Juli 2024.
7. ↑  Baccara - Wind Beneath My Wings. Discogs, 1993, abgerufen am 20. Juli 2024.
8. ↑  New Baccara - Wind Beneath My Wings. ArtistInfo, 1993, abgerufen am 20. Juli 2024.
9. ↑  Supreme blow for fans of soul trio. thetelegraphandargus.co.uk, 14. April 2000, abgerufen am 20. Juli 2024 (englisch).
10. ↑  https://disco80.ru/video-tag/2004/
11. ↑  Hit Me Baby One More Time. ukgameshows.com, 2005, abgerufen am 20. Juli 2024.
12. ↑  https://www.ukmix.org/forum/general-discussion/entertainment/21797-hit-me-baby-one-more-time#post671937
13. ↑  https://web.archive.org/web/20111005074744/http://www.walk-of-stars.com/stars.php?Stars_ID=37
14. ↑  legendy.retrofm.ru
15. ↑  Baccara - I Belong To Your Heart (Album). 26. Mai 2017, abgerufen am 27. Februar 2024.
16. ↑  Baccara: Cristina Sevillas neuer Partner in Baccara. In: Instagram. 26. Januar 2022 (instagram.com [abgerufen am 26. Januar 2022]).
17. ↑  VANITY FAIR: ¡Guapa! ¡Reina! María Grazia Chiuri y Dior conquistan Sevilla con su colección Crucero homenaje a los artesanos locales y a Carmen Amaya. (revistavanityfair.es).
18. ↑  BBC: Yes Sir, I Can Boogie: Why disco hit is now Scotland's unofficial anthem. (bbc.co.uk).
19. ↑  allevents.in
20. ↑  hitparade.ch
21. 1 2 3  Chartquellen: DE AT CH UK

1956: Michèle Arnaud |
1957: Danièle Dupré |
1958: Solange Berry ||
1960: Camillo Felgen |
1961: Jean-Claude Pascal |
1962: Camillo Felgen |
1963: Nana Mouskouri |
1964: Hugues Aufray |
1965: France Gall |
1966: Michèle Torr |
1967: Vicky |
1968: Chris Baldo & Sophie Garel |
1969: Romuald |
1970: David Alexandre Winter |
1971: Monique Melsen |
1972: Vicky Leandros |
1973: Anne-Marie David |
1974: Ireen Sheer |
1975: Géraldine |
1976: Jürgen Marcus |
1977: Anne-Marie B. |
1978: Baccara |
1979: Jeane Manson |
1980: Sophie & Magaly |
1981: Jean-Claude Pascal |
1982: Svetlana |
1983: Corinne Hermès |
1984: Sophie Carle |
1985: Margo, Franck Olivier, Diane Solomon, Ireen Sheer, Chris & Malcolm Roberts |
1986: Sherisse Laurence |
1987: Plastic Bertrand |
1988: Lara Fabian |
1989: Park Cafe |
1990: Céline Carzo |
1991: Sarah Bray |
1992: Marion Welter & Kontinent |
1993: Modern Times ||
2024: Tali |
2025: Laura Thorn
Gewinner:  Izhar Cohen and the Alphabeta

2. Platz:  Jean Vallée •
3. Platz:  Joël Prévost
 Mabel •
 Ireen Sheer •
 Seija Simola •
 Tania Tsanaklidou •
 Colm T. Wilkinson •
 Ricchi e Poveri •
 Baccara •
 Caline & Olivier Toussaint •
 Harmony •
 Jahn Teigen •
 Springtime •
 Gemini •
 Björn Skifs •
 Carole Vinci •
 José Vélez •
 CoCo •
 Nilüfer & Nazar